# Limfarve
Limfarve er en type maling, der tidligere var meget anvendt som vægmaling. Den er fremstillet af lim, farve og et bindemiddel. I modsætning til mange andre typer maling skal man selv blande malingen umiddelbart før brug. Brugen af limfarve har siden 1960'erne været stærkt på retur.
Limfarven kan dog med fordel anvendes i gamle huse, hvor væggene let bliver fugtige. Den giver i modsætning til f.eks. plastmaling en mat overflade, der er mere levende at se på.